# Vantanea morii
Vantanea morii är en tvåhjärtbladig växtart som beskrevs av J. Cuatrec.. Vantanea morii ingår i släktet Vantanea och familjen Humiriaceae. Inga underarter finns listade i Catalogue of Life.